# Amioun
Amiún o Amioun (en árabe: أميون tr. ʾAmīūn , en griego Αμιούν) es una ciudad del Líbano, capital del distrito de población griega de Koura, ubicada en el norte del Líbano. Beirut, la capital libanesa, a 78 kilómetros de distancia y Trípoli a 17 kilómetros de Amioun.

## Toponimia
La ciudad de Amiún toma su nombre de una palabra de la lengua aramea, que significa "'am Yawan" "lugar de los griegos", con una posible alternativa de la raíz para ciudad fortificada. Amioun está situado en la cima de una antigua colina que se remonta a antes del segundo milenio a. C., y la ciudad se llamó "Amia" durante este período. La palabra Amia fue citada en las cartas de Tell el Amarna, que fueron enviadas en el siglo XIV a. C. por los gobernadores locales a sus señores, los faraones de Egipto. En su estudio etimológico de los nombres de las ciudades y pueblos del Líbano, el historiador Anis Freiha afirmó que Amia es a su vez derivada de la palabra semítica emun, que significa "fortaleza invencible".

## Historia

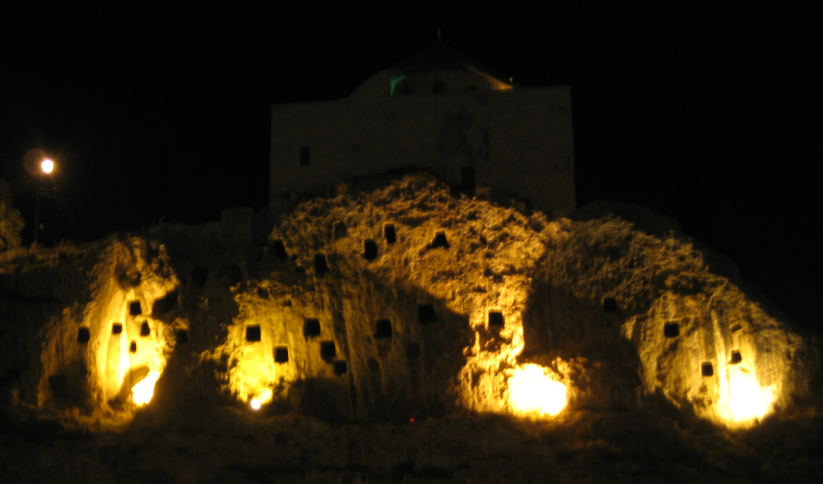
Cuevas construidas en los acantilados - Arriba, Iglesia de San Juan.

1.400 años antes de Cristo, los gobernantes del Líbano le enviaron a los faraones de Egipto una carta, donde le informaban la situación libanesa, citando en esa carta el nombre de Amia, nombre que podría haberse referido a Amioun. En estudios etimológicos de los nombres de los pueblos del Líbano se piensa que el nombre de Amioun deriva del semita - palabra aramea Emun, lo que significa una invencible fortaleza. Es una ciudad muy antigua y su historia se remonta al año 4.000 antes de cristo, estos estudios están dados en estudios arqueológicos realizado sobre las cuevas que se encuentran en los acantilados de esta población libanesa, en la actualidad se encuentra edificada encima de estos acantilados, la Iglesia de San Juan y la Iglesia de San Jorge.

## Demografía
| Gráfica de evolución de Amioun entre 2004 y 2013 |
|                                                  |
| Fuente: Balati.                                  |

Amiún tiene una población mayoritariamente residente fuera del Líbano, principalmente en Massachusetts en los Estados Unidos y en Sídney y Melbourne en Australia y visitan Líbano durante el verano. Casi todos los residentes pertenecen a la Iglesia Ortodoxa Griega de Antioquía. Amiún es la ciudad ortodoxa más grande de todo el Líbano y 4º en el Levante entero después de Mhardeh, Al-Suqaylabiyah y Kafr Buhum en Siria. Los principales partidos políticos en la ciudad son el Partido Nacionalista Social Sirio, las Fuerzas Libanesas, el Movimiento Patriótico Libre y el Partido Comunista Libanés. Étnicamente, los habitantes de la ciudad son de origen griego, fenicio y bizantino.

## Religión, educación y salud
Amiún cuenta con once iglesias ortodoxas orientales (San Jorge el Dahleez, San Juan al Sheer, Al Sayydeh, San Sergio, Santa Bárbara, San Domicio, San Marina, San Phocas, San Simón, San Jorge Al -Kafer y San Gala). Hay tres escuelas públicas y dos privadas. La Universidad de Balamand se encuentra cerca, a 12 kilómetros al norte. Hay una biblioteca pública y un hospital privado.

## Geografía
Situado en el corazón del norte del Líbano, Amiún es el centro administrativo del distrito de Koura. Amiún está a unos 330 metros (1083 pies) sobre el nivel del mar y a unos 78 kilómetros (48.5 millas) al norte-noreste de Beirut. Está a unos 42 kilómetros de los Cedros de Dios y a 18 kilómetros de Trípoli, capital de la gobernación norte.
Situado entre el mar y las montañas, en una cadena de hermosas colinas que se extienden de este a oeste, Amiúnn tiene una ubicación distintiva y una vista panorámica. Alrededor de las colinas en que se encuentra Amiún hay campos de oliva en el norte y viñedos, huertos de almendros y olivos en el sur. Caminos pavimentados, incluyendo la carretera principal Beirut-Cedars, atraviesan esas colinas. Hace mucho tiempo, cuando las casas que se extendían en esas colinas eran escasas, Amiún era conocido como "el pueblo de hermosas colinas". Se puede llegar a Amiún vía la carretera que pasa por Byblos, Batroun, Chekka, y Kfarhazir. También se puede llegar desde Trípoli por Bohssas, Dahr-al-Ain, Aaba y Bishmizzine.
Amiún es también conocido por sus olivos y aceite de oliva de alto grado.